# Bithlo
Bithlo är en ort (CDP) i Orange County, i delstaten Florida, USA. Enligt United States Census Bureau har orten en folkmängd på 8 268 invånare (2010) och en landarea på 27,8 km².